# رزم‌ناو کلاس کروجیوس
بتل‌کروزر کلاس کروجیوس (به انگلیسی: Courageous-class battlecruiser) یک کلاس از کشتی است که طول آن ۷۸۶ فوت ۹ اینچ (۲۳۹٫۸ متر) می‌باشد.